# 银旺
银旺是柔佛州昔加末县的一座城鎮，位於銀旺路（Jalan Genuang）及昔加末路（Jalan Segamant）兩旁的區域，毗鄰昔加末市。

## 設施
- 银旺火車站[2]

## 交通
- 可乘搭友和巴士（Yow Hoe Bus）到達[3]。
- 駕車從聯邦1號公路駛達。